# Ronald Sluys

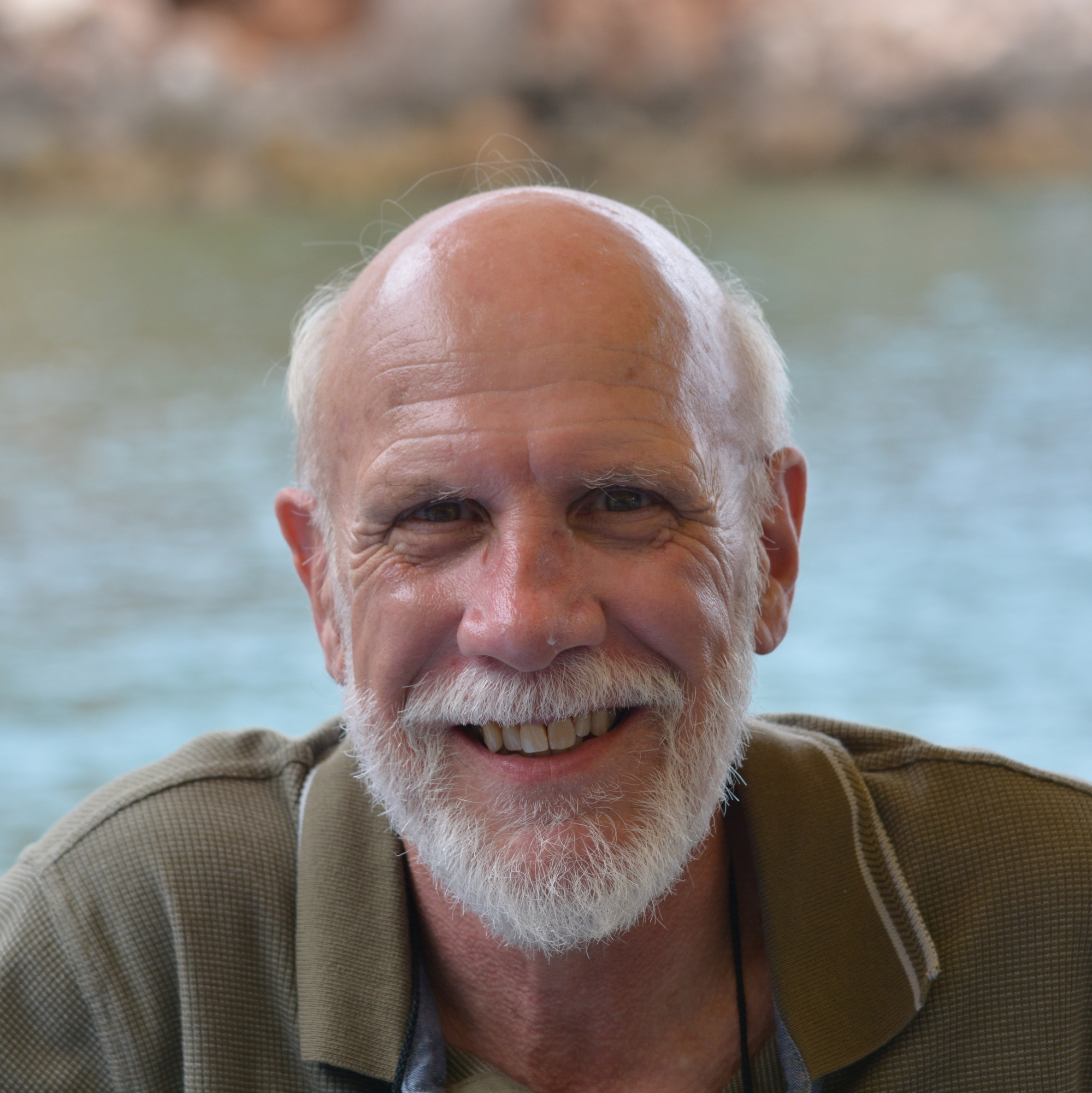
Ronald Sluys (2018)

Ronald Sluys (* 20. Jh.) ist ein niederländischer Zoologe.

## Wissenschaftliche Laufbahn
Bereits als Kind betätigte sich Ronald Sluys als Vogelbeobachter in verschiedenen Gebieten, wie Mooren und Wiesen, nördlich von Amsterdam. An der Universiteit van Amsterdam studierte er Biologie mit dem Hauptfach Ornithologie, wo er 1981 seinen Master of Science erlangte. Sein Interessensgebiet wechselte von den Vögeln hin zu den Wirbellosen, wobei er sich hier auf Strudelwürmer konzentrierte. Nach seiner Promotion im Jahr 1989 an der Universität Amsterdam begann Sluys eine Stelle als Assistant Professor und Forscher am Institut für Biodiversität und die Dynamik von Ökosystemen im Zoölogisch Museum Amsterdam, die er bis zur Schließung des Museums im Jahr 2011 innehatte. Er wechselte zum Naturalis Biodiversity Center in Leiden, wohin auch die Sammlung des zoologischen Museums übergegangen ist, und arbeitete bis 2016 auch hier als Assistant Professor.

## Forschungsgebiet
Sein Arbeitsschwerpunkt liegt auf der Erforschung der Taxa, Evolution und Ökologie von Plattwürmern, die im Süßwasser oder in mariner Umgebung leben, sowie von Landplanarien.
Während seiner Forschungstätigkeit hat Sluys eine Vielzahl an Taxa der Strudelwürmer erstbeschrieben, z. B. die Arten Microplana hyalina, Microplana robusta, Marionfyfea adventor und Othelosoma simile sowie die Gattungen Bogga und Humbertium.

## Veröffentlichungen (Auswahl)
- Ronald Sluys: Notes on the characters and synonymy of Physocypria kliei Schäfer, 1934, and Potamocypris unicaudata Schäfer, 1943 (Crustacea, Ostracoda). In: Bulletin Zoologisch Museum. Band 6, Nr. 22, 1979, S. 169–173.
- Ronald Sluys: Taxonomic studies on marine triclads (Turbellaria, Tricladida, Maricola). In: Tyler S. (Hrsg.): Advances in the Biology of Turbellarians and Related Platyhelminthes. Developments in Hydrobiology. Band 32. Springer, Dordrecht 1986, S. 257–262, doi:10.1007/978-94-009-4810-5_37.
- Ronald Sluys: A monograph of the marine triclads. Taylor & Francis, 1989, ISBN 978-90-6191-872-1.
- Ronald Sluys: Sperm resorption in triclads (Platyhelminthes, Tricladida). In: Invertebrate Reproduction & Development. Band 15, Nr. 2, 1989, S. 89–95, doi:10.1080/07924259.1989.9672028.
- Ronald Sluys: Platyhelminths as paleogeographical indicators. In: Biogeography and genetics. Band 305, 1995, S. 49–53, doi:10.1007/BF00036362.
- Ronald Sluys: Global diversity of land planarians (Platyhelminthes, Tricladida, Terricola): a new indicator-taxon in biodiversity and conservation studies. In: Biodiversity & Conservation. Band 8, 1999, S. 1663–1681, doi:10.1023/A:1008994925673.
- Paul-Michael Agapow & Ronald Sluys: The reality of taxonomic change. In: Trends in Ecology & Evolution. Band 20, Nr. 6, 2005, S. 278–280, doi:10.1016/j.tree.2005.04.001.
- Ronald Sluys, Masaharu Kawakatsu, Marta Riutort & Jaume Baguñà: A new higher classification of planarian flatworms (Platyhelminthes, Tricladida). In: Journal of Natural History. Band 43, Nr. 29–30, 2009, S. 1763–1777, doi:10.1080/00222930902741669.
- Ronald Sluys: The unappreciated, fundamentally analytical nature of taxonomy and the implications for the inventory of biodiversity. In: Biodiversity and Conservation. Band 22, 2013, S. 1095–1105, doi:10.1007/s10531-013-0472-x.
- Ronald Sluys: Invasion of the Flatworms. In: American Scientist. Band 104, Nr. 5, 2016, S. 288.
- Ronald Sluys & Marta Riutort: Planarian Diversity and Phylogeny. In: Rink J. (Hrsg.): Planarian Regeneration. Methods in Molecular Biology. Band 1774. Humana Press, New York 2018, S. 1–56, doi:10.1007/978-1-4939-7802-1_1.